# Amyris lineata
Amyris lineata là một loài thực vật có hoa trong họ Cửu lý hương. Loài này được C.Wright ex Griseb. mô tả khoa học đầu tiên năm 1861.